# Deliverance (Quietdrive)
Deliverance è il secondo album in studio del gruppo musicale rock statunitense Quietdrive, pubblicato nel 2008.

## Tracce
Tutte le tracce sono di Kevin Truckenmiller.
1. Believe - 3:32
2. Deliverance - 3:22
3. Daddy's Little Girl - 3:43
4. Motivation - 2:50
5. Birthday - 3:14
6. Afterall - 2:59
7. Pretend - 3:09
8. Hollywood - 2:56
9. Kissing Your Lips - 2:58
10. Take Me Now - 3:59
11. Promise Me - 3:13
12. Secret - 4:18
13. Starbright - 4:28